# Trogon bairdii
Trogon bairdii là một loài chim trong họ Trogonidae.